# IC 41
IC 41 је галаксија у сазвјежђу Кит која се налази на листи објеката дубоког неба у Индекс каталогу.
Деклинација објекта је - 14° 10' 26" а ректасцензија 0h 39m 40,3s. Привидна величина (магнитуда) објекта IC 41 износи 14,7 а фотографска магнитуда 15,5.